# Internationales Institut für Nationalitätenrecht und Regionalismus
Das Internationale Institut für Nationalitätenrecht und Regionalismus (INTEREG) widmet sich Minderheitenfragen, Regionaler Demokratie sowie dem Nationalitäten- und Völkerrecht im Rahmen von Forschung, Publikationen, Konferenzen und Erwachsenenbildung. Es ist ein gemeinnütziger Verein mit Sitz in München, wo es in den Räumlichkeiten der Ackermann-Gemeinde untergebracht ist.

## Grundsätze und Arbeitsweise
Das INTEREG hat zum Ziel, an einem Nationalitäten- und Volksgruppenrecht mitzuwirken, das die Prinzipien Regionaler Demokratie umsetzt. In der Vergangenheit lag der Schwerpunkt der Arbeit des Instituts auf der unabhängigen und langfristigen Konfliktbearbeitung, beispielsweise in Südafrika und dem Nahen Osten. Mittlerweile konzentriert sich das Institut vornehmlich auf die Situation von Minderheiten, insbesondere, wie die Themen der Jahrestagungen und der Veröffentlichungen ausweisen, in Ostmitteleuropa. Im Rahmen dessen ist auch ein „Vorschlag einer Minderheitenschutzbestimmung in der Charta der Grundrechte der Europäischen Union“ erarbeitet worden.
Zur Verwirklichung dieser Grundsätze arbeiten ca. 100 Persönlichkeiten verschiedener Professionen, Fachrichtungen und Herkünfte zusammen. Das Institut arbeitet eng mit den betroffenen Gruppen zusammen.

## Publikationen
Zu den Publikationen gehören:
- Guy Héraud, Die Prinzipien des Föderalismus und die Europäische Föderation, München 1978.
- Fried Esterbauer (Hg.), Regionalismus, Phänomen – Planungsmittel – Herausforderung für Europa, Eine Einführung, München 1978.
- Felix Ermacora, Nationalitätenkonflikt und Volksgruppenrecht im 20. Jahrhundert, vol. 2: UNO – Europarat, Ansätze – Hindernisse für Konfliktverständnis und Konfliktlösung, München 1978.
- Karl Möckl, Draft of a Convention between the States Members of the Council of Europe on their Regionalization, München 1980 (auf Englisch, Französisch und Deutsch).
- Charta Gentium et Regionum, Brünner Programm, München 1994, 2. Auflage 1997 (in 28 europäischen Sprachen).
- Helmut Slapnicka, Die rechtlichen Grundlagen für die Behandlung der Deutschen und der Magyaren in der Tschechoslowakei 1945–1948, München 1999.
- Dieter Blumenwitz u. a., Vorschlag einer Minderheitenschutzbestimmung in der Charta der Grundrechte der Europäischen Union, München 2000 (auf Deutsch, Englisch und Französisch), 2. Auflage 2001 (nur deutsch, mit Dokumenten).
- Rudolf Grulich, »Ethnische Säuberung« und Vertreibung als Mittel der Politik im 20. Jahrhundert, München 1998, 4. Auflage 2002.
- Manfred Kittel / Horst Möller / Jiří Pešek / Oldřich Tůma, Deutschsprachige Minderheiten in Europa 1945. Bilanzen eines deutsch-tschechischen Projekts, München 2007 (ISBN 978-3-9806626-3-5).
- Maximilian Opitz, European Governance. Neue Chancen für den Minderheitenschutz durch die Europäische Union, München 2008 (ISBN 978-3-9806626-4-2).
- Eugenie Trützschler von Falkenstein, Die Stellung der Regionen in Europa, München 2010 (ISBN 978-3-9806626-5-9).